# Mine de Blackwater
La mine de Blackwater est une mine à ciel ouvert de charbon située dans le bassin minier de Bowen dans le Queensland en Australie. Elle est détenue par une coentreprise entre BHP Billiton et Mitsubishi. La mine en 2003 emploie 625 personnes. Sa production est de 14 millions de tonnes par an.